# Седем песни от тундрата
Седем Песни от Тундрата (на фински Seitsemän laulua tundralta) е финландски филм от 1999 г. по сценарий на Маркку Лемускалио и Анастасия Лапсуи. Филмът е номиниран на няколко фестивала.

## Сюжет
Седем кратки истории за живота на ненците под Комунистическо управление. Ненците са племе, което живее в далечните и негостоприемни северни покрайнини на Русия. За първи път, във филм, се снимат ненци, които говорят на своя собствен език. Филмът не е типична игрална творба. Първата и
последната част от историите са с документален сюжет, докато останалите са изиграни от ненците.

## Награди
Норвежки фестивал 2000 – Награда за най-добър скандинавски филм
„Юси“ (финландският „Оскар“) 2000 за най-добър филм
Номинация за „Юси“ за сценарий